# Financiamento climático no Zimbabwe
O financiamento climático no Zimbabwe envolve financiamento nacional e internacional para auxiliar iniciativas de adaptação e mitigação das mudanças climáticas.
Existem atualmente organizações locais de financiamento estabelecidas, como o Banco de Desenvolvimento de Infraestruturas do Zimbabwe (IDBZ, na sigla em inglês). Ao administrar o Mecanismo de Financiamento Verde (GFF, na sigla em inglês), ele oferece uma base de recursos financeiros nacionais.
Como a maior parte da África Austral, o Zimbabwe é assolado por catástrofes climáticas.
Um estudo de 2021 publicado por um conjunto de cientistas de universidades da África Austral concluiu que o governo do Zimbabwe tem atuado para equipar melhor as comunidades para lidar com os efeitos a longo prazo das alterações climáticas e para reduzir a sua vulnerabilidade a estas, mas que o país não dispõe de recursos para gerir riscos climáticos graves, e que não está claro quais são suas políticas para melhorar o financiamento da adaptação climática.

## Política de adaptação climática e quadro de financiamento no Zimbabwe
Segundo um estudo da Universidade da Zâmbia, tem sido difícil para o Zimbabwe conter os desafios do financiamento climático. Assim, o país continua a enfrentar desafios de mobilização de recursos financeiros, ineficiências institucionais e obstáculos regulamentares que impedem a melhor utilização possível do financiamento climático, apesar dos compromissos internacionais e das regulamentações nacionais.
No entanto, como um dos países em desenvolvimento e um dos mais afetados pelos impactos das mudanças climáticas, o Zimbabwe tem direito a assistência financeira de vários fundos climáticos porque está entre as nações mais vulneráveis ao clima. Segundo Fite, o país precisa criar procedimentos e mecanismos para mostrar que está preparado para receber mais financiamento climático. Para se preparar melhor para acessar o dinheiro climático, o Zimbabwe tem recebido assistência do Fundo Verde para o Clima. Até agora, várias organizações dentro da ONU, bem como bancos multilaterais de desenvolvimento, forneceram financiamento climático ao Zimbabwe.
Dube (2022) relata que, desde 1991, o Zimbabwe gastou quase US$ 500 milhões na adaptação e mitigação das alterações climáticas. O dinheiro foi usado para apoiar esforços de adaptação e/ou mitigação relacionados à preservação ambiental.